# Taylor Fedun
Taylor William Fedun, född 4 juni 1988 i Edmonton, är en kanadensisk professionell ishockeyspelare som spelar för Dallas Stars i NHL. Han har tidigare spelat för Edmonton Oilers, San Jose Sharks och Buffalo Sabres.
Fedun blev aldrig draftad av något NHL-lag.